# La Bête de miséricorde
Pour plus de détails, voir Fiche technique et Distribution.
La Bête de miséricorde est un film français réalisé par Jean-Pierre Mocky sorti en 2001, tiré du roman éponyme (en anglais : The Lenient Beast) de Fredric Brown.

## Synopsis
À la suite d'un accident de voiture, Jean Mardet abrège les souffrances de sa femme blessée en la tuant à coups de pierre. Dix ans plus tard, il invite chez lui un homme dépressif, qui a perdu toute sa famille dans une noyade, et le tue aussitôt avant de le déposer dans son jardin. Depuis le meurtre de sa femme, Mardet se sent investi d'une mission que Dieu en personne lui aurait confiée : tuer les âmes malheureuses. Deux policiers, Castan et Moreau, le suspectent d'être un tueur en série. Mais lorsque la femme de Moreau le quitte, ce dernier s'épanche auprès de Mardet, qu'il ne soupçonne plus, qu'il voit maintenant comme son seul ami. Quand la fille de Mardet, Caroline, alerte Castan pour lui faire part de ses craintes au sujet d'un prochain meurtre, il découvre que Mardet a déjà mis fin aux souffrances de son ami et collègue.

## Fiche technique
- Titre : La Bête de miséricorde
- Réalisation : Jean-Pierre Mocky
- Scénario : Jean-Pierre Mocky et André Ruellan, d'après le roman éponyme de Fredric Brown.
- Musique : Éric Demarsan
- Montage : Camille Caporal et Jean-Pierre Mocky
- Décors : Jean-Pierre Doucet
- Costumes : Valérie Barry et Nicolas Ullman
- Production : Jean-Pierre Mocky
- Société de production : Mocky Delicious Products
- Pays d'origine :  France
- Langue : français
- Format : couleur
- Genre : comédie dramatique
- Durée : 88 minutes
- Dates de sortie : 17 octobre 2001

## Distribution
- Bernard Ménez : Inspecteur Franck Moreau
- Jackie Berroyer : Inspecteur Alain Castan
- Patricia Barzyk : Alice Moreau
- Jean-Pierre Mocky : Jean Mardet
- Catherine Van Hecke : Madame Fortin
- Diane Dassigny : Caroline Fortin
- Dominique Zardi : Momo, de l'Armée du Salut
- Jean Abeillé : Dupont, le voisin
- Rodolphe Pauly : le choriste / le voyou
- Ludovic Berthillot : le curé
- Roger Knobelspiess : l'indic
- Régis Iacono : le commissaire
- Ludovic Schoendoerffer : le clochard
- Sacha Bourdo : le gangster mort
- Patrick Lizana : un voyou
- Jean-Claude Romer : un homme au bar
- Clément Thomas : un policier
- Dominique Agoutin
- Aurélien Cavaud
- Stéphane Davidoff
- Bastien Faure
- Violaine Gillibert
- Catherine Lys
- Tamara Milon
- Adrienne Pauly
- Sarah Pratt
- Gilles Salle
- Jean-François Schon
- Michel Stobac